# 草摩里纱
草摩里纱是一名BilibiliUP主。主要投稿领域为翻唱，游戏解说及配音。除翻唱与配音视频多自行发布外，其游戏解说视频多与另一名UP主“saber酱”合作录制并由“saber酱”代为发布。目前为同人配音社团新语联盟的一员。曾于2010年2月担任新语联盟社长。